# Jasenica (Bosanska Krupa)
Pour les articles homonymes, voir Jasenica.
Jasenica (en serbe cyrillique : Јасеница) est un village de Bosnie-Herzégovine. Il est situé dans la municipalité de Bosanska Krupa, dans le canton d'Una-Sana et dans la fédération de Bosnie-et-Herzégovine. Selon les premiers résultats du recensement bosnien de 2013, il compte 142 habitants.

## Démographie

### Évolution historique de la population
| 1948 | 1953 | 1961 | 1971 | 1981 | 1991 | 2013 |
| ---- | ---- | ---- | ---- | ---- | ---- | ---- |
| -    | -    | 719  | 655  | 614  | 584  | 142  |

|  |

### Communauté locale
En 1991, la communauté locale de Jasenica comptait 1 989 habitants, répartis de la manière suivante :